# Rockenstein

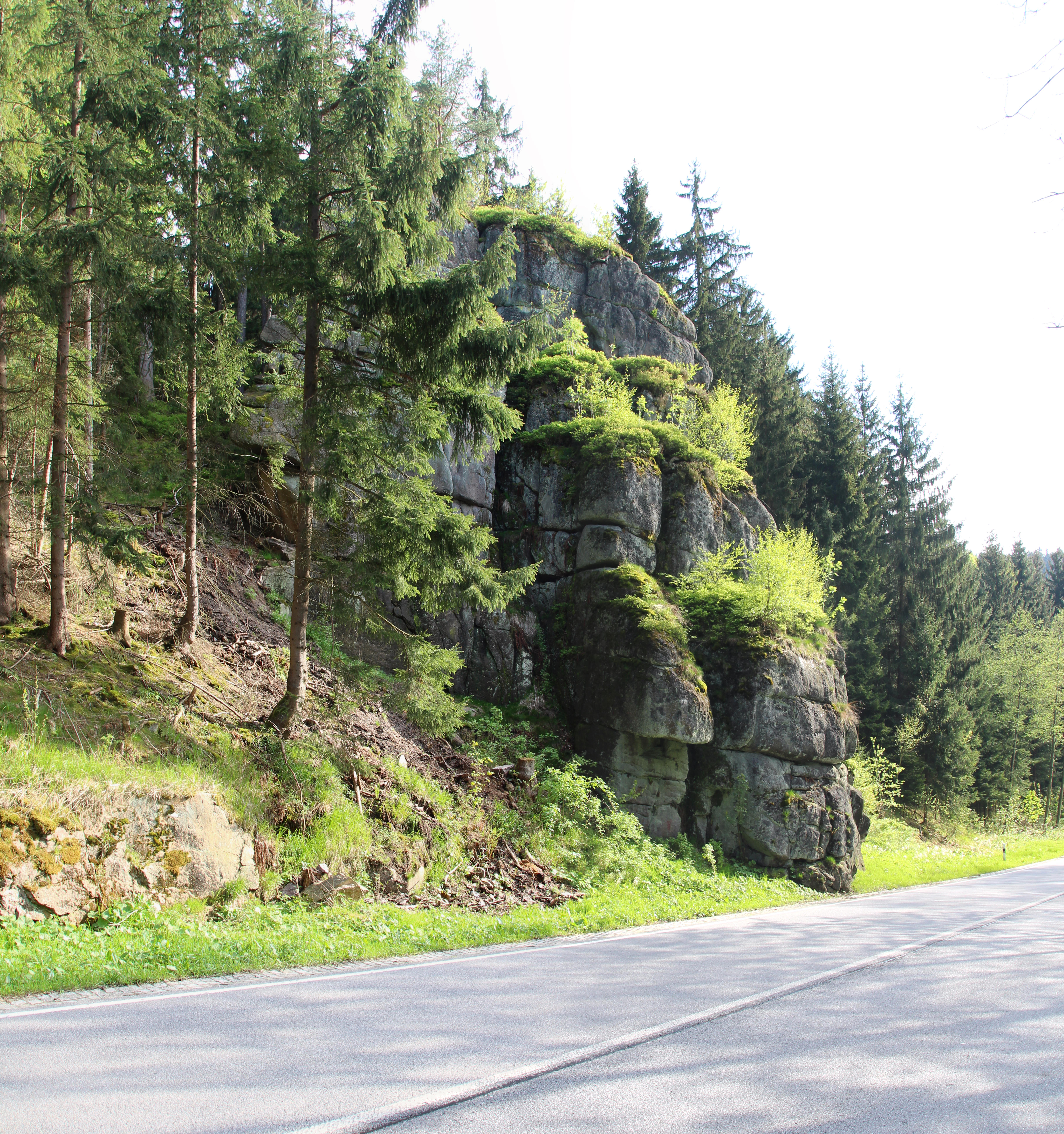
Rockenstein

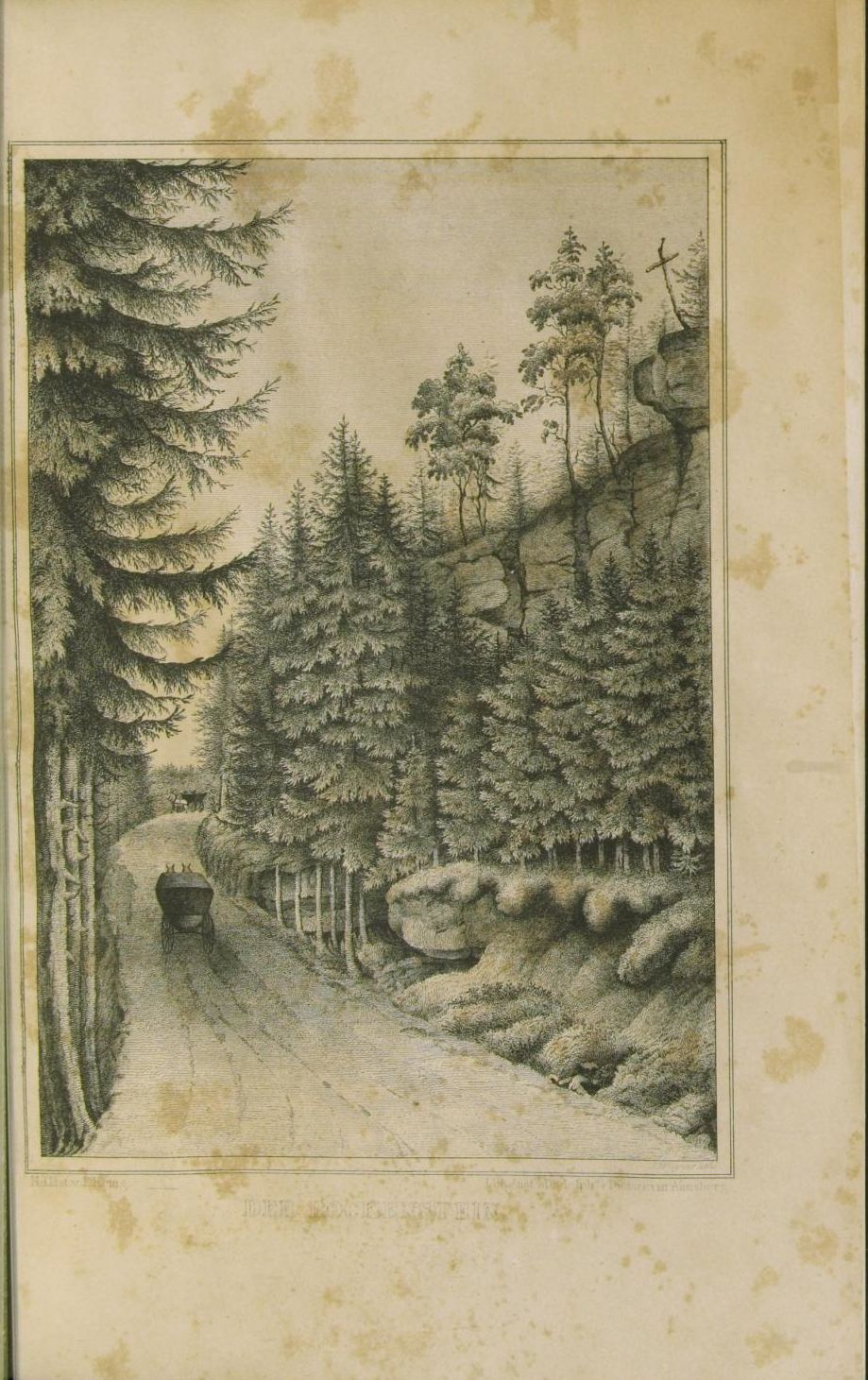
Der Rockenstein bei Johann Traugott Lindner (1844)

Der Rockenstein ist eine Felsformation in 585 m ü. NHN an der Bundesstraße 283 auf der Flur der Stadt Eibenstock im westlichen Erzgebirge. Er liegt unweit des zu Schönheide gehörigen Ortsteils Schönheiderhammer, südwestlich der Vorsperre Schönheiderhammer der Talsperre Eibenstock am Hang des Tals der Zwickauer Mulde. Es handelt sich um eine typische Wollsackverwitterung in Matratzenform des Eibenstocker Granits. Die Umgebung des Felsens ist heute größtenteils mit Fichten und Birken bewachsen.
Der Rockenstein liegt nach der Naturraumkarte von Sachsen in der Mesogeochore „Eibenstocker Bergrücken“ und der Mikrogeochore „Eibenstocker Talsperrengebiet“.
Der Name des Berges wird auf eine Sage über ein tugendreiches Mädchen zurückgeführt, die mit ihrem Spinnrocken den Gelüsten eines zudringlichen Jünglings entfloh und Sicherheit bei diesem Granitfelsen fand. Doch hier wurde sie von ihrem Verfolger aufgespürt und vom Felsgipfel hinuntergestürzt. Nur ihr Spinnrocken blieb oben zurück und soll dem Felsen seinen Namen gegeben haben.
Der Rockenstein wird in der „Forst- und Holtzordnung“ des Kurfürsten August von Sachsen vom 8. September 1560 unter der Bezeichnung Die Rockensteine erwähnt. Damals war er mit Bürcken und Gestrüppe bewachsen. Im Bereich des Rockensteins wurde Holz zum Flößen für Zwickau geschlagen.
Das Blatt 196 der Meilenblätter von Sachsen in der Berliner Ausgabe von 1792 verwendet für die Bezeichnung des Felsens mit Der RockenStein und stellt am Fuße des Felsens eine Straße dar.
Um 1900 waren die Wälder um den Rockenstein von Waldschäden geprägt, die aus den mit Steinkohlefeuerung betriebenen Dampfkesselanlagen der Fabriken in Schönheide und Schönheiderhammer resultierten.